# كاميل بيسارو

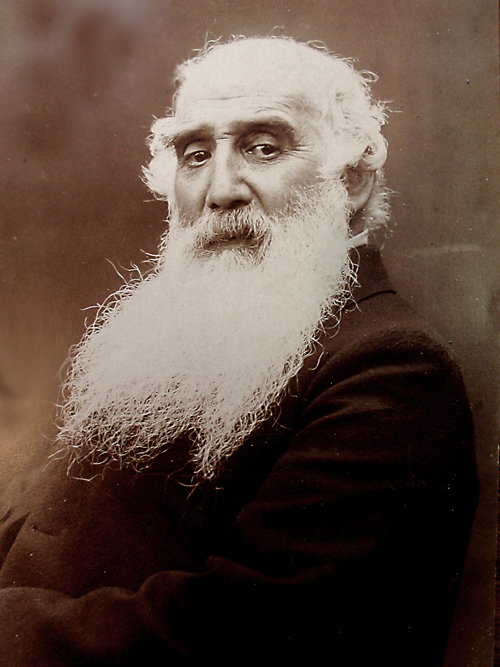
كاميل بيسارو

كاميل بيسارو (بالفرنسية: Camille Pissarro) (10 يوليو 1830 - 13 نوفمبر 1903) كان رساما دنماركي فرنسي ولد في جزيرة سانت توماس (الآن تسمى جزر فيرجن الأمريكية، ولكن بعد ذلك في أطلق عليها في الغرب اسم جزر الهند الدنماركية).

## معرض صور

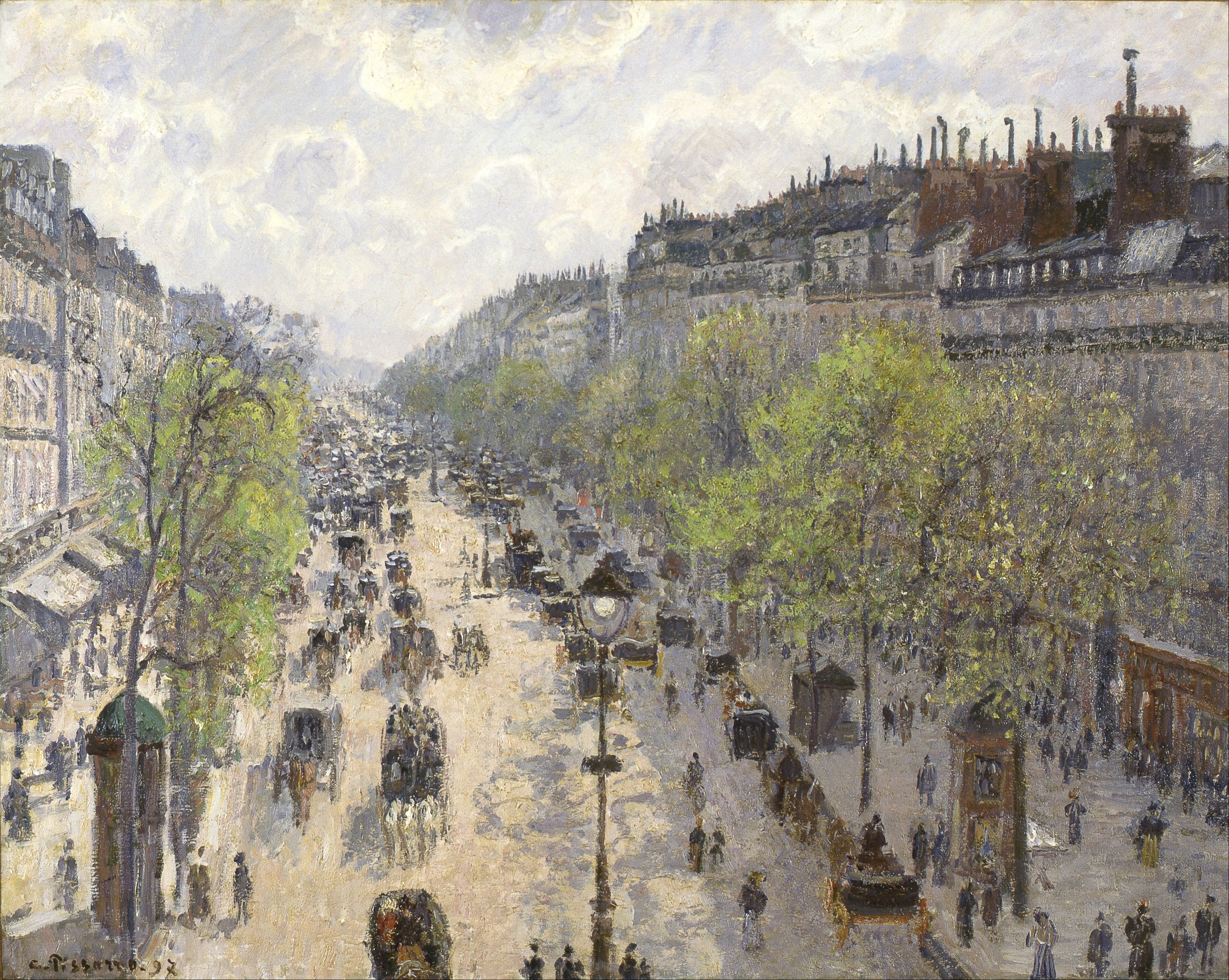
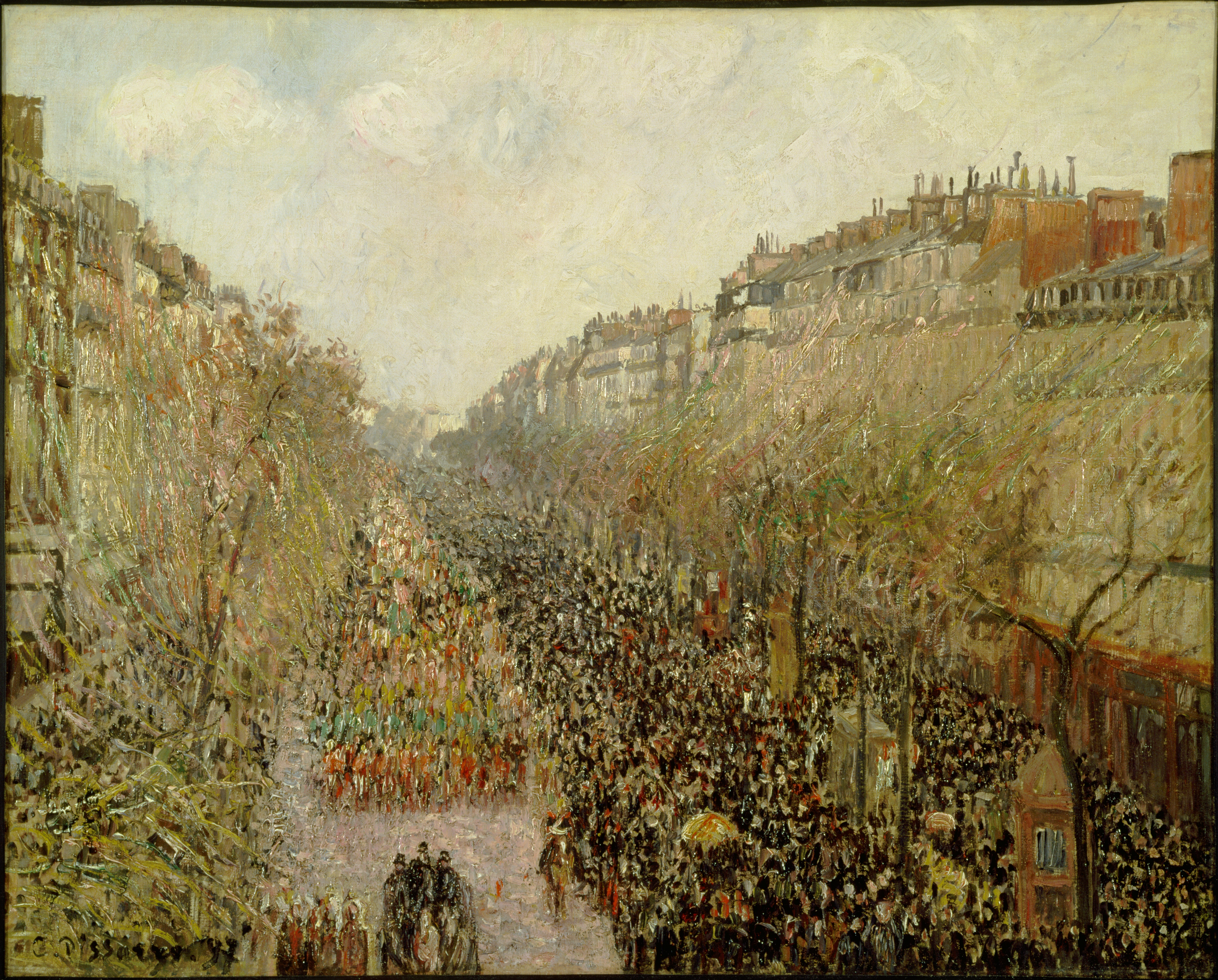
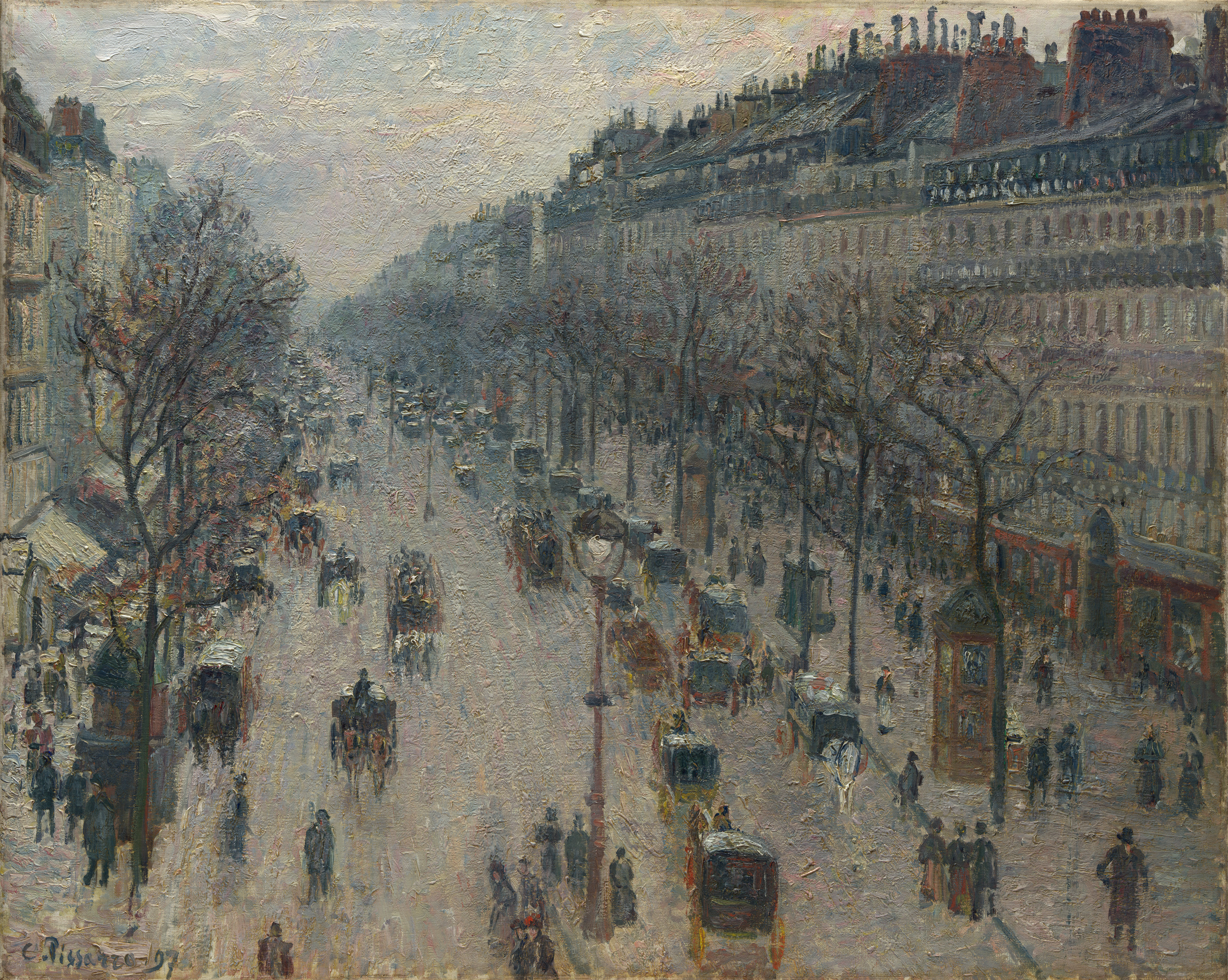
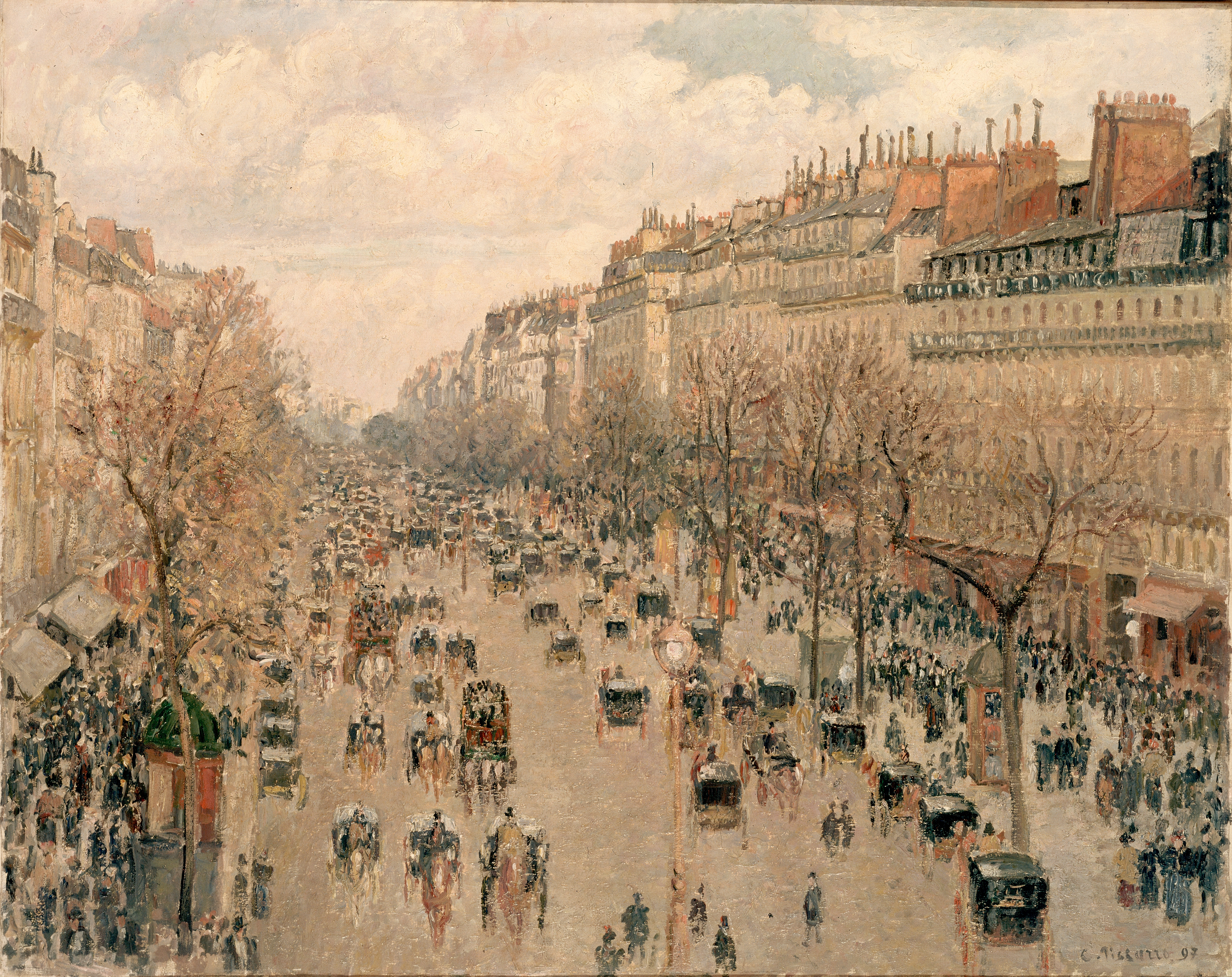
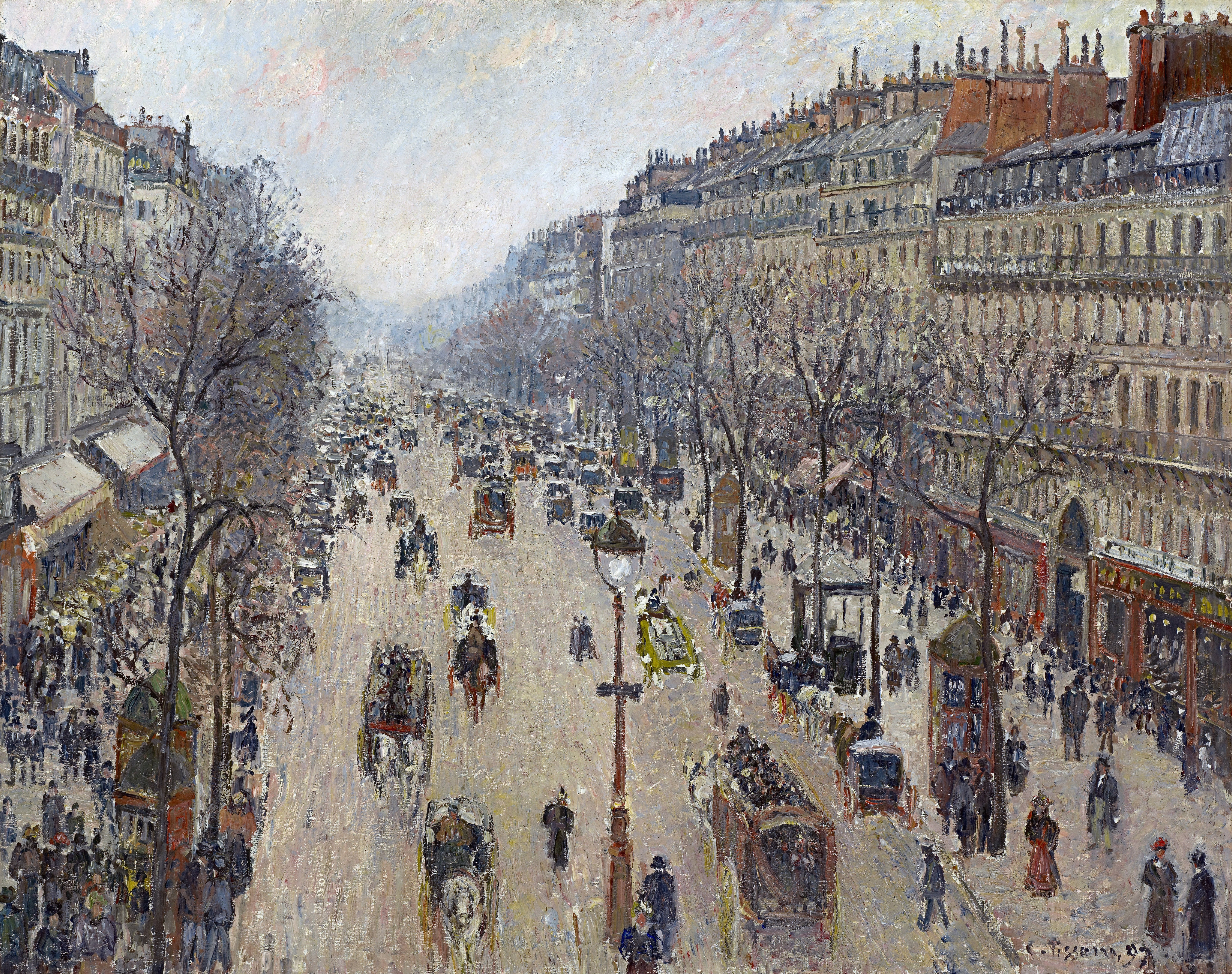
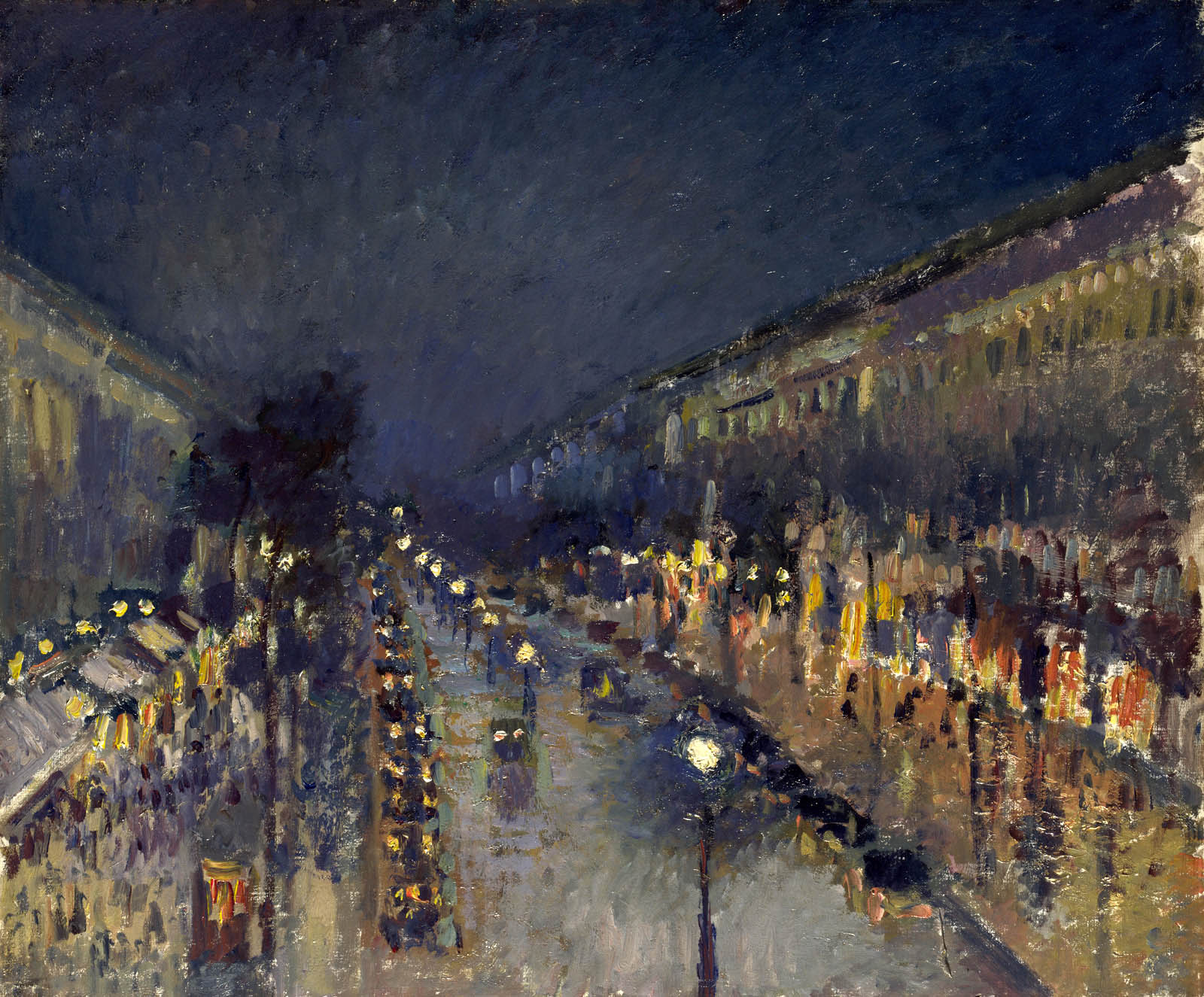

## روابط خارجية
- كاميل بيسارو على موقع الموسوعة البريطانية (الإنجليزية)
- كاميل بيسارو على موقع ميوزك برينز (الإنجليزية)
- كاميل بيسارو على موقع ميوزك برينز (الإنجليزية)
- كاميل بيسارو على موقع إن إن دي بي (الإنجليزية)
- كاميل بيسارو على موقع ديسكوغز (الإنجليزية)